# Au-delà des cimes
Pour plus de détails, voir Fiche technique et Distribution.
Au-delà des cimes est un documentaire français réalisé par Rémy Tezier en 2008.

## Synopsis
La montagne chère à Catherine Destivelle, avec trois sommets alpins mythiques partagés en compagnie de proches (le Grand Capucin avec une de ses anciennes élèves, l'Aiguille du Grépon avec sa sœur cadette, et l'Aiguille Verte avec deux amis de toujours, Lothar Mauch et Gaby Briand, et quelques retours sur les faits les plus marquants de sa carrière.

## Fiche technique
- Titre : Au-delà des cimes
- Réalisation : Rémy Tezier
- Musique : Jérôme Lemonnier
- Photographie : Thierry Machado
- Montage : Gilles Bour
- Société de production : Tec Tec Productions, Canal Overseas Productions et France 5
- Société de distribution : Pathé (France)
- Pays de production : France
- Durée : 80 minutes
- Date de sortie : France : 18 mars 2009

## Distribution
- Bernard Giraudeau : narration
- Catherine Destivelle : elle-même
- Pauline Pretet : elle-même
- Claire Destivelle : elle-même
- Lothar Mauch : lui-même
- Gaby Briand : lui-même
- Victor Decamp : lui-même